# Pamětní medaile krále Haakona VII.
Pamětní medaile krále Haakona VII. (norsky Kong Haakon VIIs minnemedalje) či Pamětní medaile krále Haakona VII. 1. října 1957 (norsky Kong Haakon VIIs minnemedalje 1. oktober 1957) je norská pamětní medaile založená na památku úmrtí panovníka Haakona VII. a jeho pohřbu. Pohřeb krále proběhl dne 1. října 1957.

## Historie a pravidla udílení
Medaile byla založena dne 1. října 1957. Pamětní medaile byla udělena osobám, které plnily povinnosti v souvislosti s organizací králova pohřbu. Zlatá medaile byla udělena 26 lidem, a to většinou příslušníkům armády. Stříbrnou verzi obdrželo 54 osob, z toho 48 důstojníků armády, námořnictva a letectva, kteří během pohřbu pochodovali v čele čestných oddílů.

## Popis medaile
Medaile je vyrobena ze zlata nebo stříbra. Na přední straně je podobizna krále Haakona VII. Král je vyobrazen bez koruny. Autorem výjevu je rytec Ivar Throndsen. Kolem portrétu je nápis HAAKON • VII • NORGES • KONGE. Na zadní straně je královský monogram. Ke stuze je medaile připojena pomocí přechodového prvku ve tvaru královské koruny.
Stuha je červená. Ke stuze je připojena stříbrná spona s nápisem 1. OKTOBER 1957.